# Cúp bóng đá bãi biển châu Á
Cúp bóng đá bãi biển châu Á (Tên tiếng Anh: AFC Beach Soccer Asian Cup), trước đây mang tên gọi là Giải vô địch bóng đá bãi biển châu Á là giải bóng đá bãi biển quốc tế được tổ chức tại Châu Á, gần giống như Cúp bóng đá châu Á của bóng đá sân cỏ 11 người. 
Giải từ trước năm 2017 còn được gọi là Vòng loại giải vô địch bóng đá bãi biển thế giới khu vực AFC, mùa giải đầu tiên đã được thành lập vào năm 2006, sau khi FIFA đã yêu cầu cho tất cả các liên đoàn bắt đầu tổ chức một giải đấu để xác định thứ hạng các đội tuyển quốc gia tốt nhất trong khu vực và các đội tuyển đại diện cho lục địa của họ tham dự World Cup.
Từ năm 2009 World Cup diễn ra 2 năm một lần cho nên giải đấu này cũng như vậy, bắt đầu từ vòng loại Giải vô địch bóng đá bãi biển thế giới 2011.
Châu Á có ba suất tham dự vòng chung kết giải vô địch bóng đá bãi biển do FIFA tổ chức. Các đội tuyển quốc gia đoạt chức vô địch, hạng nhì và hạng ba sẽ đại diện cho khu vực Châu Á tham dự vòng chung kết World Cup.
Thành công nhất tại giải đấu này là Iran và Nhật Bản, họ đều giành được 3 chức vô địch trong 10 lần tổ chức. Tuy nhiên, Nhật Bản được xem là thành công nhất khi họ luôn giành quyền tham dự World Cup.
Giải đấu vốn không do AFC quản lý, mà do Beach Soccer Worldwide (BSWW) quản lý dưới tên Vòng loại giải vô địch bóng đá bãi biển thế giới khu vực AFC. Từ năm 2015, cái tên Giải vô địch bóng đá bãi biển châu Á mới chính thức được áp dụng khi AFC đồng tổ chức giải với BSWW, sau đó AFC trực tiếp quản lí giải bắt đầu từ giải năm 2017. Kể từ năm 2021, giải đấu được đổi tên tiếng Anh từ "AFC Beach Soccer Championship" thành "AFC Beach Soccer Asian Cup", tuơng tự như một loạt giải đấu cấp đội tuyển quốc gia khác của AFC cũng được đổi tên sau năm 2020.

## Các mùa giải
| Năm           | Địa điểm                   |                                                                            | Chung kết                                                                  | Chung kết                                                                  | Chung kết                                                                  |                                                                            | Tranh hạng ba                                                              | Tranh hạng ba                                                              | Tranh hạng ba |
| Năm           | Địa điểm                   | Vô địch                                                                    | Tỷ số                                                                      | Á quân                                                                     | Hạng ba                                                                    | Tỷ số                                                                      | Hạng tư                                                                    |                                                                            |               |
| 2006 Chi tiết | Dubai, UAE                 | · Bahrain                                                                  | 5–3                                                                        | · Nhật Bản                                                                 | · Iran                                                                     | 6–4                                                                        | · Trung Quốc                                                               |                                                                            |               |
| 2007 Chi tiết | Dubai, UAE                 | · Các Tiểu vương quốc Ả Rập Thống nhất                                     | 4–3                                                                        | · Nhật Bản                                                                 | · Iran                                                                     | 6–0                                                                        | · Bahrain                                                                  |                                                                            |               |
| 2008 Chi tiết | Dubai, UAE                 | · Các Tiểu vương quốc Ả Rập Thống nhất                                     | 4–3                                                                        | · Nhật Bản                                                                 | · Iran                                                                     | 4–1                                                                        | · Trung Quốc                                                               |                                                                            |               |
| 2009 Chi tiết | Dubai, UAE                 | · Nhật Bản                                                                 | 4–2                                                                        | · Bahrain                                                                  | · Oman                                                                     | 1–1 (s.h.p.) (2–1 p)                                                       | · Iran                                                                     |                                                                            |               |
| 2011 Chi tiết | Muscat, Oman               | · Nhật Bản                                                                 | 2–1                                                                        | · Oman                                                                     | · Iran                                                                     | 6–2                                                                        | · Các Tiểu vương quốc Ả Rập Thống nhất                                     |                                                                            |               |
| 2013 Chi tiết | Doha, Qatar                | · Iran                                                                     | 6–6 (s.h.p.) (5–4 p)                                                       | · Nhật Bản                                                                 | · Các Tiểu vương quốc Ả Rập Thống nhất                                     | 3–2                                                                        | · Úc                                                                       |                                                                            |               |
| 2015 Chi tiết | Doha, Qatar                | · Oman                                                                     | 1–1 (s.h.p.) (3–2 p)                                                       | · Nhật Bản                                                                 | · Iran                                                                     | 8–3                                                                        | · Liban                                                                    |                                                                            |               |
| 2017 Chi tiết | Kuala Terengganu, Malaysia | · Iran                                                                     | 7–2                                                                        | · Các Tiểu vương quốc Ả Rập Thống nhất                                     | · Nhật Bản                                                                 | 6–3                                                                        | · Liban                                                                    |                                                                            |               |
| 2019 Chi tiết | Pattaya, Thái Lan          | · Nhật Bản                                                                 | 2–2 (s.h.p.) (3–1 p)                                                       | · Các Tiểu vương quốc Ả Rập Thống nhất                                     | · Oman                                                                     | 2–2 (s.h.p.) (2–1 p)                                                       | · Palestine                                                                |                                                                            |               |
| 2021 Chi tiết | Phuket, Thái Lan           | Hủy bỏ do dịch bệnh COVID-19. Các đội tham dự World Cup được chọn bởi AFC. | Hủy bỏ do dịch bệnh COVID-19. Các đội tham dự World Cup được chọn bởi AFC. | Hủy bỏ do dịch bệnh COVID-19. Các đội tham dự World Cup được chọn bởi AFC. | Hủy bỏ do dịch bệnh COVID-19. Các đội tham dự World Cup được chọn bởi AFC. | Hủy bỏ do dịch bệnh COVID-19. Các đội tham dự World Cup được chọn bởi AFC. | Hủy bỏ do dịch bệnh COVID-19. Các đội tham dự World Cup được chọn bởi AFC. | Hủy bỏ do dịch bệnh COVID-19. Các đội tham dự World Cup được chọn bởi AFC. |               |
| 2023 Chi tiết | Pattaya, Thái Lan          | · Iran                                                                     | 6–0                                                                        | · Nhật Bản                                                                 |                                                                            | · Oman                                                                     | 4–2                                                                        | · Các Tiểu vương quốc Ả Rập Thống nhất                                     |               |
| 2025 Chi tiết | Pattaya, Thái Lan          | · Iran                                                                     | 8–1                                                                        | · Oman                                                                     | · Nhật Bản                                                                 | 3–1                                                                        | · Ả Rập Xê Út                                                              |                                                                            |               |

| Đội tuyển                            | Vô địch                    | Á quân                                 | Hạng ba                          | Hạng tư        | Tổng cộng |
| ------------------------------------ | -------------------------- | -------------------------------------- | -------------------------------- | -------------- | --------- |
| Nhật Bản                             | 3 (2009, 2011,2019)        | 6 (2006, 2007, 2008, 2013, 2015, 2023) | 2 (2017, 2025)                   | -              | 11        |
| Iran                                 | 4 (2013, 2017, 2023, 2025) | -                                      | 5 (2006, 2007, 2008, 2011, 2015) | 1 (2009)       | 10        |
| Các Tiểu vương quốc Ả Rập Thống nhất | 2 (2007, 2008)             | 1 (2019)                               | 2 (2013, 2017)                   | 1 (2011, 2023) | 7         |
| Oman                                 | 1 (2015)                   | 2 (2011, 2025)                         | 2 (2009, 2019, 2023)             | -              | 6         |
| Bahrain                              | 1 (2006)                   | 1 (2009)                               | -                                | 1 (2007)       | 3         |
| Trung Quốc                           | -                          | -                                      | -                                | 2 (2006, 2008) | 2         |
| Úc                                   | -                          | -                                      | -                                | 1 (2013)       | 1         |
| Liban                                | -                          | -                                      | -                                | 1 (2015)       | 1         |
| Palestine                            |                            |                                        |                                  | 1 (2019)       | 1         |
| Ả Rập Xê Út                          | -                          | -                                      | -                                | 1 (2025)       | 1         |

### Bảng xếp hạng tổng hợp
| Hạng | Đội tuyển                            | Số lần | Trận | Thắng | Thắng hiệp phụ | Thắng luân lưu | Thua | Bàn thắng | Bàn thua | Hiệu số | Điểm |
| ---- | ------------------------------------ | ------ | ---- | ----- | -------------- | -------------- | ---- | --------- | -------- | ------- | ---- |
| 1    | Nhật Bản                             | 10     | 49   | 35    | 1              | 2              | 11   | 261       | 124      | +137    | 109  |
| 2    | Iran                                 | 10     | 47   | 33    | 1              | 1              | 12   | 279       | 123      | +156    | 102  |
| 3    | Các Tiểu vương quốc Ả Rập Thống nhất | 9      | 42   | 30    | 0              | 1              | 11   | 178       | 116      | +82     | 91   |
| 4    | Oman                                 | 7      | 34   | 23    | 0              | 4              | 7    | 148       | 80       | +68     | 73   |
| 5    | Bahrain                              | 9      | 39   | 20    | 1              | 2              | 16   | 129       | 122      | +7      | 64   |
| 6    | Trung Quốc                           | 10     | 39   | 12    | 0              | 2              | 25   | 112       | 171      | –59     | 38   |
| 7    | Liban                                | 5      | 21   | 8     | 1              | 0              | 12   | 88        | 71       | +17     | 26   |
| 8    | Palestine                            | 3      | 14   | 7     | 1              | 0              | 6    | 48        | 52       | –8      | 23   |
| 9    | Thái Lan                             | 5      | 16   | 5     | 0              | 0              | 11   | 40        | 57       | –17     | 15   |
| 10   | Uzbekistan                           | 6      | 21   | 5     | 0              | 0              | 16   | 72        | 94       | –22     | 15   |
| 11   | Afghanistan                          | 4      | 15   | 4     | 1              | 0              | 10   | 48        | 58       | –10     | 14   |
| 12   | Úc                                   | 2      | 8    | 3     | 0              | 1              | 4    | 25        | 24       | +1      | 10   |
| 13   | Kuwait                               | 4      | 13   | 3     | 0              | 1              | 9    | 44        | 61       | –17     | 10   |
| 14   | Iraq                                 | 5      | 15   | 2     | 1              | 1              | 11   | 41        | 83       | –42     | 9    |
| 15   | Ả Rập Xê Út                          | 2      | 8    | 2     | 0              | 1              | 5    | 23        | 36       | –13     | 7    |
| 16   | Malaysia                             | 3      | 12   | 2     | 0              | 0              | 10   | 33        | 72       | –39     | 6    |
| 17   | Lào                                  | 1      | 3    | 1     | 0              | 0              | 2    | 11        | 21       | –10     | 3    |
| 18   | Qatar                                | 4      | 14   | 1     | 0              | 0              | 13   | 30        | 85       | –55     | 3    |
| 19   | Việt Nam                             | 1      | 3    | 0     | 0              | 0              | 3    | 11        | 14       | –3      | 0    |
| 20   | Ấn Độ                                | 1      | 2    | 0     | 0              | 0              | 2    | 5         | 10       | –5      | 0    |
| 21   | Syria                                | 1      | 3    | 0     | 0              | 0              | 3    | 6         | 19       | –13     | 0    |
| 22   | Kyrgyzstan                           | 2      | 6    | 0     | 0              | 0              | 63   | 12        | 40       | –28     | 0    |
| 23   | Indonesia                            | 2      | 6    | 0     | 0              | 0              | 6    | 10        | 42       | –32     | 0    |
| 24   | Philippines                          | 3      | 9    | 0     | 0              | 0              | 9    | 13        | 90       | –77     | 0    |

Lưu ý:
Chiến thắng trong thời gian thi đấu chính thức (W = 3 điểm/chiến thắng), trong thời gian hiệp phụ (W+ = 2 điểm /chiến thắng), trong loạt sút Penalty (WP = 1 điểm/chiến thắng), bị thua (L = 0 điểm).

### Các đội châu Á tham dự giải thế giới
Sau đây là thời gian tham dự của các quốc gia châu Á đủ điều kiện tham dự vong chung kết giải vô địch bóng đá bãi biển thế giới kể từ năm 2006 khi vòng đấu vòng loại đã được đưa ra cho tất cả các liên đoàn.
| Chú thích - 1st – Vô địch - 2nd – Á quân - 3rd – Hạng ba - 4th – Hạng tư | - QF – Tứ kết - R1 – Vòng 1 - q – Vòng loại giải đấu - – Chủ nhà |  |  |

| Đội tuyển \ Năm                      | 2005[†] | 2006 | 2007 | 2008 | 2009 | 2011 | 2013 | 2015 | 2017 | 2019 | 2021[†] | 2023 | Tổng cộng |
| ------------------------------------ | ------- | ---- | ---- | ---- | ---- | ---- | ---- | ---- | ---- | ---- | ------- | ---- | --------- |
| Bahrain                              |         | QF   |      |      | R1   |      |      |      |      |      |         |      | 2         |
| Iran                                 |         | R1   | R1   | R1   |      | R1   | QF   | QF   | 3rd  |      |         | q    | 8         |
| Nhật Bản                             | 4th     | QF   | R1   | R1   | QF   | R1   | QF   | QF   | R1   | 4th  | 2nd     | q    | 12        |
| Oman                                 |         |      |      |      |      | R1   |      | R1   |      | R1   | R1      | q    | 5         |
| Thái Lan                             | R1      |      |      |      |      |      |      |      |      |      |         |      | 1         |
| Các Tiểu vương quốc Ả Rập Thống nhất |         |      | R1   | R1   | R1   |      | R1   |      | R1   | R1   | R1      | q    | 8         |

Ghi chú
1. ^ Năm 2005 và 2021, không có vòng loại AFC cho Giải vô địch bóng đá bãi biển thế giới được tổ chức và các đội đã được chọn để đại diện cho AFC (2005: Nhật Bản và Thái Lan; 2021: Nhật Bản, Oman và Các Tiểu vương quốc Ả Rập Thống nhất).